# Capela de São Sebastião (Aldeia de Santa Margarida)

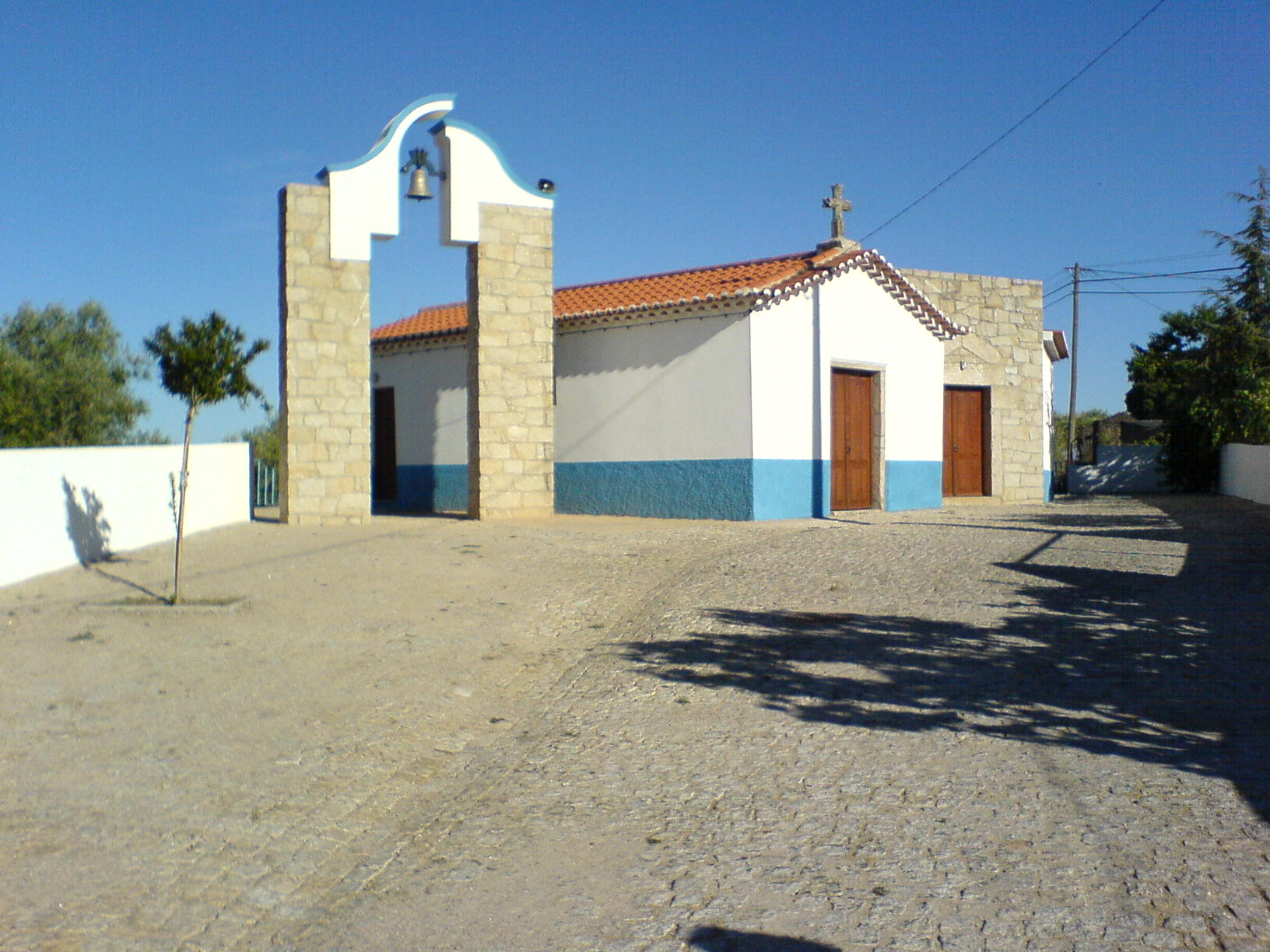
Capela Mortuário de São Sebastião.

Capela erigida na freguesia de Aldeia de Santa Margarida, em honra de São Sebastião.
Situada relativamente próxima do cemitério local, a capela é utilizada quase em exclusivo como casa mortuária e sala de velórios.